# Fleurieux-sur-l'Arbresle
Fleurieux-sur-l'Arbresle is een gemeente in het Franse departement Rhône (regio Auvergne-Rhône-Alpes). De plaats maakt deel uit van het arrondissement Villefranche-sur-Saône. Fleurieux-sur-l'Arbresle telde op 1 januari 2022 2.299 inwoners.

## Geografie
De oppervlakte van Fleurieux-sur-l'Arbresle bedroeg op 1 januari 2022 9,51 vierkante kilometer; de bevolkingsdichtheid was toen 241,7 inwoners per km².

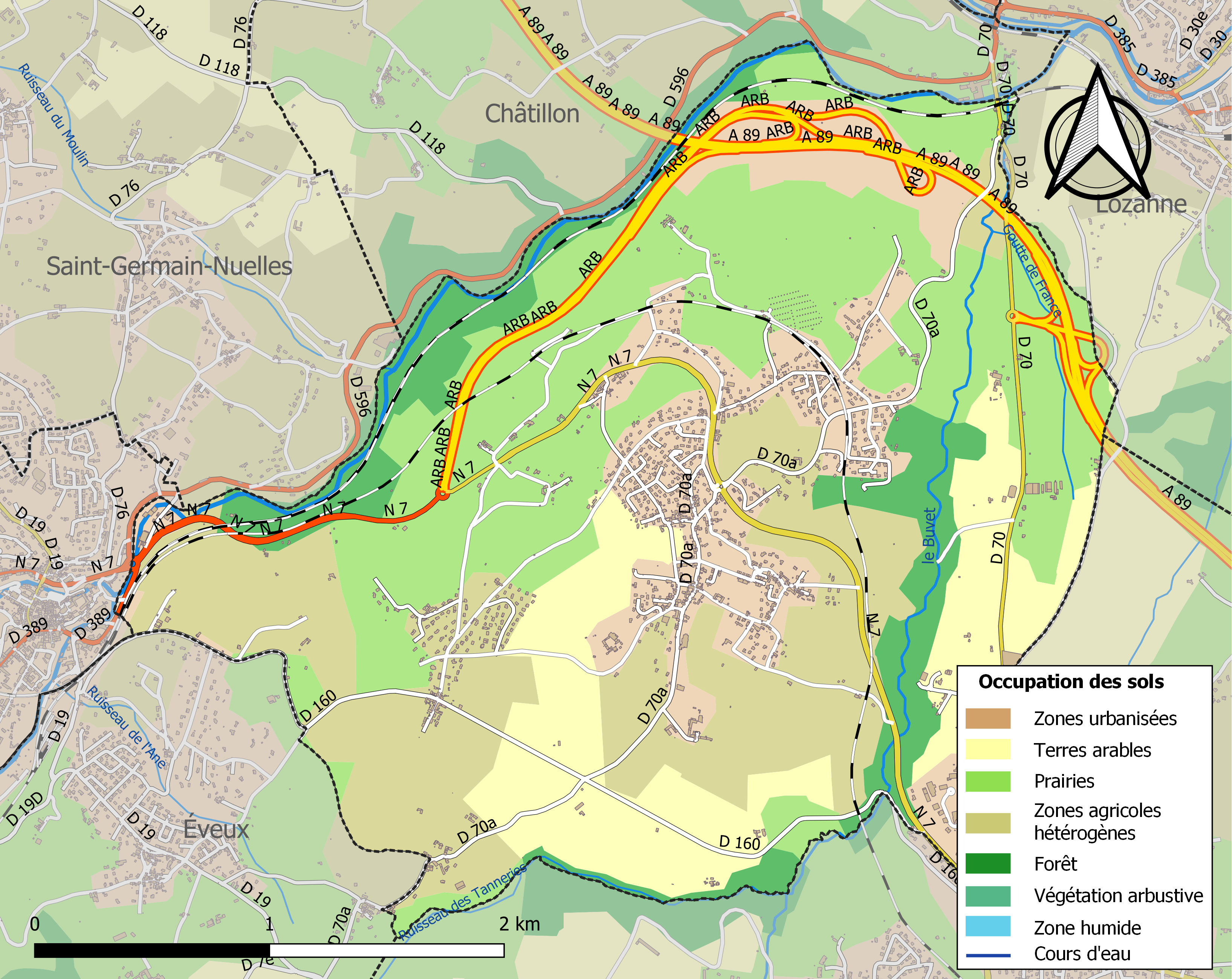
Kaart van de gemeente met de belangrijkste infrastructuur, bodemgebruik en omliggende gemeenten

## Demografie
Onderstaande figuur toont het verloop van het inwonertal (bron: INSEE-tellingen).